# بريان كامبل
بريان كامبل (بالفرنسية: Bryan Campbell)‏ (و. 1944  م) هو لاعب هوكي الجليد كندي، ولد في غريتر سودبوري، مركز لعبه هو وسط ‏.

## روابط خارجية
- بريان كامبل على موقع دوري الهوكي الوطني (الإنجليزية)
- بريان كامبل على موقع EliteProspects.com (الإنجليزية)
- بريان كامبل على موقع HockeyDB.com (الإنجليزية)
- بريان كامبل على موقع Hockey-Reference.com (الإنجليزية)